# Mordellistena jucunda
Mordellistena jucunda es una especie de coleóptero de la familia Mordellidae.

## Distribución geográfica
Habita en Neusecland.